# Курдистанский уезд
Курдиста́нский уе́зд (курд. Арәма Köpдьстанә, азерб. Kürdüstan qəzası), также известный как Кра́сный Курдиста́н (курд. Köpдьстана Сор, азерб. Qızıl Kürdistan) — административная единица в составе Азербайджанской ССР, существовавшая с 1923 по 1929 годы.

## История

### Предыстория
Как отмечает российский учёный В. Шнирельман, пытаясь ослабить армянских меликов Нагорного Карабаха путём отделения их от основных армянских территорий, персидские шахи из династии Сефевидов переселяли курдские племена в район, расположенный между Нагорным Карабахом и Зангезуром. В 1924 году советский учёный Е. Пчелина, побывав с экспедицией в новосозданном уезде, отмечала, что в средние века здесь проживало христианско-армянское население, о чём говорили и встретившиеся ей археологические памятники. Вытеснение армян с этих земель было зафиксировано ею в курдских народных сказаниях и родословных, говорящих о пришлости курдов в регионе.
По мнению Д. Бабаяна, название «Курдистан» по отношению к данному региону было впервые официально применено в 1921 году (за два года до создания Курдистанского уезда). А. Букшпан отмечает, что до 1923 года районы расселения курдов на Южном Кавказе в целом и в Азербайджане в частности никогда не именовались Курдистаном, так как ни в одном из этих районов курды не составляли компактного большинства.

### Собственно Курдистанский уезд
16 июля 1923 года указом президиума Центрального исполнительного комитета (ЦИК) Азербайджанской ССР под руководством С. Кирова был образован Курдистанский уезд. Курдистан становится самостоятельной административной единицей в следующих территориальных границах: на севере Курдистанский уезд был отделён от Гянджинского водоразделом Муровдагского хребта, далее граница с Нор-Баязетским уездом Армянской ССР проходила по Кангуро-Алангёзскому хребту, на юго-западе Курдистан граничил с Даралагязским и Зангезурским уездами Армении. На юго-востоке его границы с бывшим Джебраильским уездом соприкасались по реке Акера, начинаясь от селения Эфендиляр до впадения в Акеру реки Малхалаф, её левого притока. Граница уезда с Нагорным Карабахом начиналась от впадения Малхалаф в Акеру и продолжалась вплоть до Муровдагского хребта. Изначально уездным центром Курдистана было село Пириджан, позже центр был перенесён в село Абдаляр, переименованное в Лачин.
«Красный Курдистан» никогда не был курдской автономией по форме или существу. Административная единица была названа «Курдистанским», а не «курдским» уездом, то есть название было географическим, а не этническим. Будучи уездом, он не имел никакого особого статуса, и был на том же положении, что и другие уезды. Возможно, что такое название было выбрано преднамеренно, поскольку оно могло допускать разные трактования: курды могли предполагать в нём автономию, тогда как власти могли рассматривать его как простую административную единицу, каковой она и являлась на самом деле, хотя и носила несколько необычное название. Таким образом, советские власти оставляли открытыми разные варианты.
Курдистанский уезд был упразднён в 1929 году при переходе на окружное деление, его территории вошли в состав Карабахского округа.

### После расформирования
С 25 мая по 8 августа 1930 года существовал Курдистанский округ с центром в Лачине. Помимо территории Курдистанского уезда, он включал территорию нынешнего Зангеланского района и часть территории нынешнего Джебраильского района. Постановлением ЦИК и СНК СССР от 23 июля 1930 года «О ликвидации округов» округа были ликвидированы. В соответствии с этим решением, окружное деление в Азербайджанской ССР было также упразднено, и на месте Курдистанского округа было образовано несколько районов.
В 1937 году последовала депортация курдов из Азербайджанской и Армянской ССР в республики Средней Азии и Казахстан. В 1944 году туда же были выселены и курды из Грузинской ССР, депортированные вместе с турками-месхетинцами и хемшилами.

## Административное деление
Административный центр уезда — город Лачин (до 1923 года имел статус посёлка, до 1926 года назывался Абдаляр). Делился на 6 дайрэ (волостей): Каракишлагскую, Кельбаджарскую, Кубатлинскую, Котурлинскую, Кюрд-Гаджинскую и Мурадханлинскую.

## Население
По данным переписи 1926 года, при общей численности населения Курдистанского уезда в 51,4 тысячи человек, 37,2 тысяч (73 %) составляли курды и 13,7 тысячи (26 %) — азербайджанцы (указаны как «тюрки»). При этом общая численность курдов в Азербайджанской ССР составляла 41,2 тыс. человек (1,8 % населения республики).
Многие из курдов в Азербайджанской ССР ассимилировались в доминирующую культуру азербайджанцев. В переписи 1926 года в Курдистанском езде только 3,1 тысячи человек (8 % от всех курдов уезда) указали родным языком курдский, а 47,6 тысяч (как курдов, так и азербайджанцев) — азербайджанский (по всей Азербайджанской ССР 17 % указали курдский как родной язык).
Неясно, произошло ли это в результате физического принуждения или естественного результата схожести культур и образа жизни. Согласно А. Букшпану, языковая ассимиляция была связана с рядом причин. Наибольшее влияние на процесс оказывала оторванность от других курдских племён Закавказья, нахождение в окружении тюркоязычного населения, а также смешанные браки. Вместе с тем отмечается, что до 1930 года было сделано недостаточно для развития курдского языка, письменности, а также обучения на родном языке.